# Stor-Koltjärnen
Stor-Koltjärnen är en sjö i Krokoms kommun i Jämtland och ingår i Indalsälvens huvudavrinningsområde. Sjön har en area på 0,188 kvadratkilometer och ligger 313 meter över havet.

## Delavrinningsområde
Stor-Koltjärnen ingår i det delavrinningsområde (703665-141105) som SMHI kallar för Mynnar i Neder-Kriken. Medelhöjden är 387 meter över havet och ytan är 13,66 kvadratkilometer. Det finns inga avrinningsområden uppströms utan avrinningsområdet är högsta punkten. Skalbäcken som avvattnar avrinningsområdet har biflödesordning 3, vilket innebär att vattnet flödar genom totalt 3 vattendrag innan det når havet efter 284 kilometer. Avrinningsområdet består mestadels av skog (72 procent) och sankmarker (14 procent). Avrinningsområdet har 0,28 kvadratkilometer vattenytor vilket ger det en sjöprocent på 2 procent.